# 鋸淵龍鰧
鋸淵龍鰧為輻鰭魚綱鱸形目南極魚亞目淵龍鰧科的其中一種，分布於南冰洋的奧克尼群島南部及雪特蘭群島南部海域，屬底棲性魚類，棲息深度在水深70至550公尺，體長可達15公分，繁殖期在秋季及初冬，屬肉食性，以甲殼類、多毛類等為食。